# Őszi levélmoly
Az őszi levélmoly (Choreutis pariana), a valódi lepkék (Glossata)  közé tartozó levélmolyfélék (Choreutidae) családjának egyik, Magyarországon is honos faja.

## Elterjedése, élőhelye
Ez a jellegzetes, feltűnő őszi lepkefaj a mediterrán klímát kedveli. Közép- és Dél-Európától egészen Japánig egy összefüggő zónában honos; Észak-Amerikába úgy hurcolták be. Egész Magyarországon megtalálható.

## Megjelenése
Szárnyain barna-szürke a mintázat. A szárny fesztávolsága mintegy 15 mm.

## Életmódja
Évente három nemzedéke nő fel. A nyári és az őszi nemzedék összefolyik; a legtöbb lepkét nyár végén láthatjuk. A hernyók lombos fákon élnek: a fiatal hernyók a levél színén a parenchimát fogyasztják, mozaikszerűen hámozgatnak, az ereket békén hagyják. Később összehúzzák a leveleket, és a levél színét hámozzák úgy, hogy csak az alsó bőrszövetet és az ereket hagyják meg. A megrágott levelek vörösbarnára színeződnek és elszáradnak. A levelek nagy része lehullik, az ágakon csak félig érett gyümölcsök maradnak. A hernyók második nemzedéke a fiatal gyümölcsöket is hámozgatja.
Hazánkban fő tápnövénye az alma, de gyakran megtalálható más gyümölcsfákon:
- körte,
- birs,
- őszibarack,
- szilva,
- cseresznye,

valamint vad gyümölcsfákon és cserjéken is:
- vadalma,
- vadkörte,
- galagonya,
- kökény,
- rózsa,
- berkenye,

sőt, esetenként borókán is, tehát nagyon polifág faj. Gyakorisága időben és térben változó: általában szórványosan fordul elő, de ha tömegesen elszaporodik, megnő a jelentősége. Az utolsó nemzedék lepkéi telelnek át. Ezek a lepkék ősszel nappal és éjjel is aktívak.

## Külső hivatkozások
- Mészáros Zoltán – Szabóky Csaba: A magyarországi molylepkék gyakorlati albuma. Budapest: Agroinform. 2005.  arch Hozzáférés: 2018. április 6. (PDF)